# (29896) 1999 GN58
A (29896) 1999 GN58 a Naprendszer kisbolygóövében található aszteroida. A LINEAR projekt keretében fedezték fel 1999. április 7-én.